# Monitor di sistema (software)
Monitor di sistema (sysmon.exe) è un programma di Windows 95, 98 e Me che viene utilizzato per monitorare le varie attività su un computer, come ad esempio l'utilizzo della CPU o l'utilizzo della memoria. L'equivalente di Monitor di sistema in Windows 2000 e XP è chiamato Performance Monitor.
Monitor di sistema può visualizzate le informazioni come un grafico, un grafico a barre, o attraverso valori numerici che possono aggiornare le informazioni utilizzando una serie di intervalli di tempo. Le categorie di informazioni che è possibile monitorare dipendono da quali servizi di rete sono installati nel sistema, ma quelli che sono sempre inclusi sono File System, Kernel, e Gestore della memoria. Altre categorie possibili includono Microsoft Network Client, Server di rete Microsoft, e le categorie di protocollo.
Questa applicazione è di solito utilizzata per determinare la causa dei problemi su un computer locale o remoto, misurando le prestazioni di hardware, servizi di software e applicazioni. Monitor di sistema non viene installato automaticamente durante l'installazione di Windows, esso deve essere installato manualmente utilizzando l'applet Installazione applicazioni, situato nel Pannello di controllo (Windows).
Il programma ha come successore Windows Task Manager.